# Бравос, Василис
Василис Бравос (греч.  Βασίλης Μπράβος, Мелигалас 1912 — Пенте Όриа 24 декабря 1947) — греческий юрист, участник антифашистского Сопротивления, член и деятель Коммунистической партии Греции. Член регионального партийного Бюро Пелопоннеса. Погиб в годы Гражданской войны в Греции.

## Молодость
Василис Бравос родился в 1912 году в городке Мелигалас Мессинии, в семье Янниса Бравоса и Эллени Браву.
Начальное образование получил на родине.
Поступил в Афинский университет на юридический факультет.
Будучи членом молодёжной организации партии (ΟΚΝΕ), после установления в 1936 году режима генерала И. Метаксаса, развил антидиктаторскую деятельность, за что был исключён на год из университета.
Окончив университет, вернулся на родину и работал юристом.

## Сопротивление
С началом тройной, германо-итало-болгарской, оккупации Греции, сразу после падения Крита 31 мая 1941 года, в начале июня в Мессинии была создана одна из первых организаций Сопротивления в стране — Новая Филики Этерия:26.
Бравос стал одним из учредитей этой организации.
За свою подпольную деятельность он был арестован итальянцами и заключён в тюрьму в Нафплион, в Калаврита и наконец отправлен в концлагерь в город Лариса.
В сентябре 1943, с выходом Италии из войны, Бравос был освобождён.
Он немедленно примкнул к  Народно-освободительной армии (ЭЛАС), стал политруком 9-го полка ЭЛАС в Мессинии, и возглавил Бюро информации  Организации охраны народной борьбы (ΟΠΛΑ) в регионе Мессинии.
Одновременно он стал членом регионального Бюро Пелопоннеса компартии Греции.

### Бой за Мелигалас
По разным объективным и субъективным причинам, не в последнюю очередь в силу монархической и антикоммунистической ориентации жителей, родное село Бравоса стало в оккупацию оплотом сотрудников оккупантов.
Первая атака на село Мелигалас была произведена 6-7 апреля 1944 года силами 2-го батальона 9-го полка ЭЛАС. При поддержке подоспевших им на помощь немецких войск, квислингам (коллаборационистам) удалось отбить атаку:187.
Под угрозой перекрытия путей отступления советской армией, вступившей на территорию Болгарии, в сентябре немцы начали отвод своих войск из Греции, ведя арьергардные бои с соединениями  Народно-освободительной армией Греции (ЭЛАС).
4 сентября немцы ушли из города Каламата. В городе остались только квислинги.
ЭЛАС потребовал от них сдачи оружия, гарантируя, что суд над ними будет произведен после возвращения эмиграционого правительства. В то время как глава американской американской миссии в регионе, греко-американец Джон Фацеас, поддержал это требование, англичанин Гибсон инструктировал квислингов дожидаться прибытия британских сил.
Располагая значительными силами (до 1 тысячи человек) и тяжёлым вооружением, квислинги решили оказать сопротивление:220.
9 сентября части 9-го и 8-го полков ЭЛАС атаковали Каламату. Квислинги бежали из города в село Мелигалас:222.
Преследуя врага, части 9-го и 8-го полков ЭЛАС (по разным оценкам от 1200 до 1500 бойцов), окружили Мелигалас, требуя от квислингов Каламаты и села сдачи оружия:226.
Квислинги, ожидая прибытия англичан и надеясь избежать суда, отказались сдаваться. В последовавшем жестоком трёхдневном бою погибли около 200 партизан ЭЛАС:228.
Английские источники говорят о 600 убитых в этом бою, куда согласно Христосу Антонакакису, бывшему партизану и писателю, вероятно включены и 200 убитых партизан ЭЛАС:229.
Последовали расстрелы пленных квислингов, после слушаний их дел партизанским судом.
Суд возглавили Василис Бравос и его коллега юрист Яннис Карамузис. Были расстреляны 60 квислингов.
Послевоенные правые историографы, такие как П. Мутулас, утверждают, что расстрелы были произведены по спискам представленным местными организациями компартии, что процесс был сомнительной легитимности, а приговоры были связаны с личными мотивами.
Расстрелы были произведены у заброшенного колодца за Мелигаласом, который для правых кругов в Греции стал символом и именем нарицательным.
17 сентября оккупационный правитель Мессинии и члены его администрации были перевезены в Каламату. На центральной площади разъяренные жители города прорвали кордон охраны и пленные подверглись линчеванию, а 12 человек были повешены на фонарных столбах.
В последующие годы Мелигалас и его колодец стали для правых сил в Греции символом «коммунистических зверств».
В ежегодных церемониях принимали участие представители правительства.
Только в 1982 году министерство внутренних дел, учитывая что «эти мероприятия являлись проповедями нетерпимости и на протяжении 40 лет питали раздел нации», решило прекратить участие официальных властей в этих мемориалах.
Сегодня эти мемориалы проводит «Общество жертв Колодца», участие в них принимают потомки расстрелянных и члены ультраправых и неонацистских организаций, таких как Хриси Авги.

## Декабрьские события
С 9-м полком ЭЛАС Бравос принял участие в боях против англичан в декабре 1944 года в афинском районе Колонос.
Полк был отправлен на помощь городским отрядам ЭЛАС 6 декабря, вступил в Афины 17 декабря и сразу принял бой против британских и колониальных войск:235.
Полагая что компромисс направит политическую жизнь страны в мирное русло, руководства компартии и ЭЛАС согласились на перемирие и подписали в январе 1945 года Варкизское соглашение, согласно которому части ЭЛАС должны были разоружиться.
Однако вместо мира наступил период т. н. «Белого террора», в течение которого бывшие квислинги и монархисты безнаказанно преследовали, теперь уже безоружных, бывших партизан ЭЛАС и сторонников компартии.

## Булкес
Бравос был в числе «скомпрометированных убийствами национально мыслящих греков», что в условиях разгула банд бывших квислингов и монархистов делало его пребывание в стране небезопасным.
В период после Варкизского соглашения отношения между компартией Греции и  Союзом коммунистов Югославии ещё не были нарушены и Югославия принимала беглых греческих коммунистов и участников Сопротивления, которых однако отправляла на север, подальше от греческой границы в  Воеводину. Там, в оставленном его немецким населением, селе Булкес (ныне Маглич (община Бачки-Петровац), образовалась автономная община 4-5 тысяч греческих политических беженцев.
По приказу партии, Бравос, во главе группы таких же, как он, «скомпрометированных» членов партии отправился в Булкес.
Здесь он стал членом Комитета просвещения при Партийной школе.

## Возвращение в Грецию и смерть
Несмотря на политику компромисса со стороны греческих коммунистов, продолжающийся «Белый террор» привёл Грецию к  Гражданской войне (1946—1949).
В мае 1947 года монархисты из милиции МΑΥ убили в Мелигаласе его родителей, Янниса и Элени Бравосов.
Между тем на его родине, в Пелопоннесе, развернула боевые действия героическая ΙΙΙ дивизия  Демократической армии, «Дивизия мёртвых», как она будет названа в будущем греческой историографией.
Бравос, под псевдониомом Моравас, был назначен комиссаром в ΙΙΙ дивизию и во главе группы в 15 человек коммунистов из Мессинии и  Лаконии начал свой путь от югославской границы до Средней Греции, с целью перебраться на Пелопоннес.
В попытке найти способ перебраться через Коринфский залив в районе города Галаксиди, Бравос, юрист Гикас Франгос, кадровый офицер Костас Канеллопулос и местный коммунист Яннис Мамалис, нарвались на засаду отряда жандармерии в селе Пенте Ориа  Дориды.
В последовавшем бою раненные Бравос и Франгос были взяты в плен.
Пленные были подвергнуты пыткам, с тем чтобы они выдали место, где скрывались остальные члены группы, о которой жандармерия была уведомлена.
Не сумев вырвать у пленных и слова, жандармы обезглавили Бравоса и Франгоса 24 декабря 1947 года.
Тела двух коммунистов были захоронены местными жителями на кладбище села Св. Эфтимия.
Вместо Василиса Бравоса, комиссаром ΙΙΙ дивизии стал Стефанос Гюзелис.